# Thanatus philodromicus
Thanatus philodromicus là một loài nhện trong họ Philodromidae.
Loài này thuộc chi Thanatus. Thanatus philodromicus được Embrik Strand miêu tả năm 1916.